# Pedro Javier González
Pedro Javier González García (Barcelona, 27 de octubre de 1962) es un guitarrista, compositor y productor musical español. Durante su carrera ha grabado 12 álbumes musicales propios y ha colaborado con artistas de la repercusión de El Último de la Fila, Joan Manuel Serrat,  Manolo García, Roberto Alagna, Victoria de los Ángeles, Angelo Branduardi, entre muchos otros. Destaca por su mesura y templanza a la hora de tocar y por su capacidad de mezclar estilos como el flamenco o el jazz.

## Trayectoria

### Inicios musicales
Nacido en Barcelona. Durante la década de 1980 estudió con A.F. Serra, Juan Trilla, Albert Cubero y Sean Levitt, ganador del "Premio al Toque por Bulerías" y primer premio como solista en el Certamen de Guitarra Flamenca Ciutat de L'Hospitalet. Sus primeros pasos como profesional fueron acompañando a Toti Soler, Ovidi Montllor y Feliu Gasull. También formó dúos con guitarristas clásicos como Yoshimi Otani, Alex Garrobé, y Xavier Coll.
Se incorpora a El Último de la Fila en 1990, entrando como músico habitual, tocando la guitarra española para el disco Nuevo pequeño catálogo de seres y estares. A partir de ahí se iniciaría una importante relación entre el grupo y el guitarrista, ya que Pedro Javier acompañó a la banda en sus siguientes discos y en la mayoría de los conciertos.
En 1992 formó, junto al cantante de flamenco Rafael Maya, el grupo Arrebato, con el que editaron con la discográfica EMI el disco llamado Rumba canalla con composiciones de los componentes. El estilo se acercaba a la ola de nuevos talentos flamencos que aparecían a principios de los años 1990.
Tras su primera aventura como compositor, volvió a colaborar en calidad de músico en los álbumes Astronomía razonable y La rebelión de los hombres rana de El Último de la Fila. En ambos, Pedro Javier toca guitarras españolas y eléctricas. Además, acompañó al grupo durante las giras de promoción de ambos discos.
En la década de 1990 grabó tres discos en los que Pedro Javier versionaba de manera acústica grandes canciones de la historia del pop y el rock internacional, entre ellas canciones de Eagles, John Lennon, Dire Straits, Supertramp, Simon and Garfunkel, Eric Clapton, Police, Bob Dylan, Queen, The Beatles y muchos otros.
A principios de 1997, grabó el disco Callejón del gato. El disco contenía 13 canciones instrumentales, compuestas por el músico catalán, de tono acústico entre las que se incluían sevillanas, tangos y bulerías.
Como músico de sesión ha colaborado en cientos de grabaciones discográficas para artistas como Toti Soler, Feliu Gasull, Victoria de los Ángeles, El último de la fila, Joan Manuel Serrat, Lluís Llach, Maria del Mar Bonet, Manolo García, Paco Ortega, Mónica Molina, Angelo Branduardi, Roberto Alagna, Charles Aznavour, entre otros.

### Proyectos en solitario y colaboraciones
Antes de volver a grabar otro álbum con composiciones propias, Pedro Javier realiza varias colaboraciones, tocando la guitarra española en discos como Arena en los bolsillos (1998) de Manolo García o Cansiones (2000) de Joan Manuel Serrat. Incluso acompañó a García en su gira de presentación del disco.
No es hasta 2001 cuando Pedro Javier González vuelve a grabar un álbum de estudio, en esta ocasión se trata de Árboles nuevos producido por la discográfica Alía Discos, que contiene 10 temas instrumentales y 1 vocal. 
Paralelamente, coprodujo y tocó la guitarra española en Nunca el tiempo es perdido (2001) y Para que no se duerman mis sentidos (2004) de Manolo García. Este último álbum, además, le valió el reconocimiento de la nominación de los Premios de la Música al "Mejor arreglista musical", compartido con el propio Manolo y con Nacho Lesko. Volvió también a colaborar con Serrat en el disco Versos en la boca (2002), en el que ejercía de guitarrista de flamenco, como acostumbra.
En 2005 volvió a grabar y reinterpretar los temas de su primer álbum en solitario, editando así Nuevo callejón del gato 05 de nuevo con la discográfica Alía Discos; y en 2007 edita un nuevo disco de composiciones propias llamado Verdades ocultas y medias mentiras, esta vez bajo la discográfica GTK con 10 temas instrumentales que incluían una versión de La leyenda del tiempo de Camarón de la Isla.

### El proyecto «Trío»
Pedro Javier González, junto a Roger Blavia (baterista) y Toni Terré (bajista) se unen bajo el nombre Trío para dar una serie de conciertos por Europa. Editaron un DVD con la grabación del concierto de Vicenza, el 28 de octubre de 2006. Tocaban temas de todas las trayectorias del guitarrista catalán, incluyendo las versiones de clásicos del pop y el rock internacional.

## Obra

### Discografía
- Arrebato: Rumba canalla (EMI, 1992)
- Callejón del gato ( 1997)
- Árboles nuevos (GTR, 2001)
- Nuevo callejón del gato 05 (GTR, 2005)
- Verdades ocultas y medias mentiras (GTR, 2007)
- Live (En vivo) (GTR, 2010)
- Solo (En vivo) (GTR, 2013)
- Transversal (En vivo) (GTR, 2013)
- Trío 20 Aniversario (En vivo) (GTR, 2014)
- Babia (GTR, 2019)

### Vídeos
Con Trío:
- Pedro Javier González Trío (2006)